# Sašo Filipovski
Sašo Filipovski, né le 6 septembre 1974 à Ljubljana, en Slovénie, est un entraîneur slovène de basket-ball.

## Biographie
Il commence sa carrière d’entraîneur en 1996, en tant qu'entraîneur adjoint de l’Union Olimpija jusqu’en 2003. Il est ensuite entraîneur de l’équipe entre 2003 et 2005, avant de redevenir adjoint au cours de la saison 2005-2006. En 2006, il signe un contrat avec l’équipe polonaise de Turów Zgorzelec, avec laquelle il est finaliste du championnat polonais au cours des saisons 2006-2007 et 2007-2008. En décembre 2008, après une altercation avec un supporter après un match entre Turów et AZS Koszalin, Filipovski est suspendu pendant trois mois et condamné à une amende de 60 000 złoty. Son contrat est rompu avec Turów en janvier 2009.
Au cours de la période 2009-2011, Sašo Filipovski travaille brièvement avec les équipes russes de Lokomotiv Kouban-Krasnodar, en tant qu'entraîneur, et du CSKA Moscou, en tant qu'adjoint, avant de rejoindre la Virtus Roma en 2011. En 2011, il retourne à l’Union Olimpija.
Le 11 novembre 2014, il est nommé entraîneur de l’équipe polonaise Stelmet Zielona Góra. Au cours de la saison 2014-2015, il remporte le championnat polonais après une victoire de 4 à 2 en finale contre son ancienne équipe, le Turów Zgorzelec. Le 19 juin 2015, il signe une prolongation de deux ans avec le club.
Il rejoint le club turc de Bandırma Banvit en 2016, y restant deux saisons.
Le 28 juin 2018, Filipovski signe un contrat de deux ans avec Monaco après le départ de Zvezdan Mitrović à l'ASVEL Lyon-Villeurbanne. Neuvième du classement de Jeep Élite 2018-2019, non-qualifié pour la Leaders Cup et éliminé de l’EuroCoupe, il est remplacé en février 2019 par Saša Obradović.
Le 5 novembre 2020, il est nommé entraîneur de l’équipe serbe du KK Partizan Belgrade. Le 8 mars 2021, le Partizan se sépare de lui.
Il est entraîneur de l'équipe allemande de Wurtzbourg Baskets depuis 2021. Il atteint les demi-finales du championnat d'Allemagne en 2024.

## Palmarès
- Supercoupe de Slovénie 2003, 2004
- Coupe de Slovénie 2005, 2012, 2013
- Champion de Pologne 2015, 2016
- Coupe de Pologne 2015
- Supercoupe de Pologne 2015
- Coupe de Turquie 2017